# Erwin Chargaff
Erwin Chargaff (Tsjernivtsi, 11 augustus 1905 – New York, 20 juni 2002) was een Amerikaans biochemicus en schrijver van Joods-Oostenrijkse afkomst.
Chargaff leverde een belangrijke wetenschappelijke bijdrage aan de ontsleuteling van de DNA-structuur. In 1952 ontdekte hij dat dubbelstrengs DNA evenveel adenine als thymine en evenveel cytosine als guanine bevat. Deze regel werd een jaar later verklaard door de bepaling van de DNA-structuur door James D. Watson en Francis Crick. Hun ontdekking bevatte het concept dat de dubbele helix is opgebouwd uit baseparen van enerzijds adenine (A) en thymine (T), en anderzijds cytosine (C) en guanine (G).
Formule:
A+G=C+T of met andere woorden A+G/C+T=1
- Bibsys: 90234420
- Bibliothèque nationale de France: cb12026629p (data)
- CiNii: DA00435411
- Gemeinsame Normdatei: 11852013X
- International Standard Name Identifier: 0000 0001 0931 0433
- Library of Congress Control Number: n80046413
- Nationale Bibliotheek van Letland: 000229505
- Bibliotheek van het Japanse parlement: 00435738
- Nationale Bibliotheek van Tsjechië: jo2002142219
- Nationale Bibliotheek van Israël: 987007259768105171
- Nationale en Universitaire bibliotheek Zagreb: 000570985
- Nederlandse Thesaurus van Auteursnamen: 069326304
- Réseau des bibliothèques de Suisse occidentale: 02-A003096238
- SNAC: w6hf01t4
- Système universitaire de documentation: 028429087
- Virtual International Authority File: 108284187
- WorldCat: E39PBJcKMQQY3mpV7MyPHTkRrq

1. ↑  https://www.leopoldina.org/en/about-us/distinctions-of-the-academy/medals/mendel-medal/.
2. ↑  nobelprize.org; Nobelprijs-identificatiecode voor nominatie: 10728.